# Drain (Band)
Drain (englisch Abfluss) ist eine US-amerikanische Hardcore-Punk-Band aus Santa Cruz, Kalifornien. 

## Geschichte
Die Band wurde im Jahre 2014 vom Schlagzeuger Tim Flegal, den Gitarristen Patrick Delaney und Josh Nunes sowie dem Bassisten Aric Gibson gegründet. Alle vier waren zu dieser Zeit Studenten an der University of California, Santa Cruz. Ein Jahr später schloss sich der Sänger Sammy Ciaramitaro der Band an. Im Jahre 2016 veröffentlichte die Band ihre erste EP Over Thinking, bevor sich das Besetzungskarussell drehte. Die beiden Gitarristen Patrick Delaney und Josh Nunes sowie der Bassist Aric Gibson verließen die Band. Neuer Bassist wurde zunächst Cody Chavez, der aber schnell zur Gitarre wechselte. Sein Nachfolger wurde Justin Rhode. Parker McClellan spielte für ein Jahr als Gitarrist für Drain, bevor er die Band wieder verließ. Über das Label Wide Eyed Noise erschien im Jahre 2017 die zweite EP Time Enough at Last. 
Im Dezember 2019 wurden Drain vom Plattenlabel Revelation Records unter Vertrag genommen. Am 10. April 2020 erschien das Debütalbum California Cursed. Justin Rhode verließ die Band und wurde zunächst durch Mike Durrett ersetzt, der wiederum im Jahre 2022 durch AJ Hoenings ersetzt wurde. Zwischenzeitlich erschien im Jahre 2021 die dritte EP Watch You Burn. Anfang 2023 tourten Drain als Vorband von Comeback Kid durch Australien. Am 5. Mai 2023 erschien das zweite Studioalbum Living Proof, das von Taylor Young produziert und vom Magazin Revolver zum besten Hardcore-Album des Jahres gekürt wurde. Im Sommer 2023 spielte die Band auf den Festivals Alcatraz Hard Rock & Metal Festival, Dynamo Metal Fest, Riot Fest und Wacken Open Air.
Das Jahr 2024 begann mit einer US-Tournee mit Bearings und Higher Power im Vorprogramm von Neck Deep. Im Frühjahr 2024 spielte die Band auf den Festivals Sick New World und Welcome to Rockville, gefolgt von einer Headlinertournee durch Nordamerika mit Angel Dust, Scowl und End It.

## Stil
James Christopher Monger von Allmusic beschrieb Drain als Punk-Outfit mit einem unerbittlichen, aber auch eingängigen Sound, der im klassischen West-Coast-Hardcore und Thrash Metal verwurzelt ist. Das australische Magazin Wall of Sound beschrieb die Musik von Drain als Mischung aus Trapped Under Ice und Pantera, mit Sprenklern der Cro-Mags und Terror sowie „schneidenen Gitarrenriffs, heftigem Gesang und ungezügelter Energie“. Als Einflüsse nannte die Band Gruppen wie Black Flag, Blast, Dark Angel, Exhorder, Slayer, Vio-lence und Testament.

## Diskografie
Alben
- 2020: California Cursed
- 2023: Living Proof

EPs
- 2016: Over Thinking
- 2017: Time Enough at Last
- 2021: Watch You Burn